# David Warshofsky
David Warshofsky (San Francisco, 23 febbraio 1961) è un attore statunitense.

## Biografia
David Warshofsky è nato col nome di David Warner, in seguito ha cambiato il cognome in Warshofsky, che era il nome originale della sua famiglia. Vive a Los Angeles con la moglie Kristina Lear e i suoi due figli. 

## Filmografia

### Cinema
- Ultima fermata Brooklyn (Last Exit to Brooklyn), regia di Uli Edel (1989)
- Sono affari di famiglia (Family Business), regia di Sidney Lumet (1989)
- Nato il quattro luglio (Born on the Fourth of July), regia di Oliver Stone (1989)
- Face/Off - Due facce di un assassino (Face/Off), regia di John Woo (1997)
- Soldato Jane (G.I. Jane), regia di Ridley Scott (1997)
- Il collezionista di ossa (The Bone Collector), regia di Phillip Noyce (1999)
- Human Nature, regia di Michel Gondry (2001)
- Don't Say a Word, regia di Gary Fleder (2001)
- Personal Velocity - Il momento giusto (Personal Velocity), regia di Rebecca Miller (2002)
- Welcome to Collinwood, regia di Anthony e Joe Russo (2002)
- The Best Thief in the World, regia di Jacob Kornbluth (2004)
- Running (Running Scared), regia di Wayne Kramer (2006)
- Il petroliere (There Will Be Blood), regia di Paul Thomas Anderson (2007)
- Io vi troverò (Taken), regia di Pierre Morel (2008)
- American Violet, regia di Tim Disney (2008)
- Nemico pubblico - Public Enemies (Public Enemies), regia di Michael Mann (2009)
- Fair Game - Caccia alla spia (Fair Game), regia di Doug Liman (2010)
- Unstoppable - Fuori controllo (Unstoppable), regia di Tony Scott (2010)
- The Future, regia di Miranda July (2011)
- Little Birds, regia di Elgin James (2011)
- Small Apartments, regia di Jonas Åkerlund (2012)
- The Master, regia di Paul Thomas Anderson (2012)
- Lincoln, regia di Steven Spielberg (2012)
- Now You See Me - I maghi del crimine (Now You See Me), regia di Louis Leterrier (2013)
- Captain Phillips - Attacco in mare aperto (Captain Phillips), regia di Paul Greengrass (2013)
- I due volti di gennaio (The Two Faces of January), regia di Hossein Amini (2014)
- Taken 3 - L'ora della verità (Taken 3), regia di Olivier Megaton (2014)
- Stockholm, Pennsylvania, regia di Nikole Beckwithu (2015)
- Now You See Me 2, regia di Jon M. Chu (2016)
- Wilson, regia di Craig Johnson (2017)
- Beatriz at Dinner, regia di Miguel Arteta (2017)
- Blonde, regia di Andrew Dominik (2022)

### Televisione
- Quell'uragano di papà (Home Improvement) – serie TV, episodio 1x12 (1991)
- NYPD - New York Police Department (NYPD Blue) – serie TV, episodio 3x03 (1995)
- JAG - Avvocati in divisa  (JAG) – serie TV, episodio 2x14 (1997)
- Chicago Hope – serie TV, episodio 3x26 (1997)
- La guerra dei bugiardi (A Bright Shining Lie), regia di Terry George – film TV (1998)
- E.R. - Medici in prima linea (ER) – serie TV, episodio 5x03 (1998)
- Friends – serie TV, episodio 6x18 (2000)
- I Soprano (The Sopranos) – serie TV, episodio 3x09 (2001)
- Law & Order - I due volti della giustizia (Law & Order) – serie TV, episodi 12x01-14x21-17x20 (2001-2007)
- Tarzan – serie TV, episodio 1x07 (2003)
- Senza traccia (Without a Trace) – serie TV, episodio 2x12 (2004)
- Una donna alla Casa Bianca (Commander in Chief) – serie TV, episodio 1x12 (2006)
- Walkout - Studenti in rivolta (Walkout), regia di Edward James Olmos – film TV (2006)
- Scrubs - Medici ai primi ferri (Scrubs) – serie TV, episodio 5x20 (2006)
- Law & Order: Criminal Intent – serie TV, episodio 6x03 (2006)
- Numb3rs – serie TV, episodio 3x15 (2007)
- Generation Kill – miniserie TV, episodio 1x04 (2008)
- Medium – serie TV, episodio 5x06 (2009)
- Lie to Me – serie TV, episodio 1x11 (2009)
- The Mentalist – serie TV, episodi 2x09-3x20-6x14 (2009-2014)
- Justified – serie TV, episodio 1x04 (2010)
- Mad Men – serie TV, episodio 4x09 (2010)
- CSI: Miami – serie TV, episodio 10x13 (2012)
- Law & Order - Unità vittime speciali (Law & Order: Special Victims Unit) – serie TV, episodio 13x13 (2012)
- Sons of Anarchy – serie TV, episodi 6x02-6x03 (2013)
- Mob City – serie TV, episodio 1x03 (2013)
- Battle Creek – serie TV, episodi 1x01-1x03-1x13 (2015)
- Fear the Walking Dead – serie TV, episodio 2x02 (2016)
- Scandal – serie TV, 6 episodi (2017)
- Law & Order True Crime – miniserie TV, episodi 1x02-1x03-1x04 (2017)
- Wisdom of the Crowd – serie TV, episodio 1x13 (2018)
- Snowfall – serie TV, episodi 3x02-4x03 (2019-2021)
- Stumptown – serie TV, episodi 1x12-1x13 (2020)
- Ordinary Joe – serie TV, 12 episodi (2021-2022)
- Barry – serie TV, episodi 4x01-4x02-4x03 (2023)

## Doppiatori italiani
Nelle versioni in italiano delle opere in cui ha recitato, David Warshofsky è stato doppiato da:
- Luca Biagini in Law & Order: Criminal Intent, Lie to Me, Lincoln, Now You See Me - I maghi del crimine, Now You See Me 2
- Paolo Marchese in Soldato Jane, Captain Phillips - Attacco in mare aperto
- Davide Marzi ne La guerra dei bugiardi, The Mentalist (ep. 3x20)
- Stefano De Sando in Walkout - Studenti in rivolta, Stumptown
- Franco Mannella ne Il petroliere, I due volti di gennaio
- Saverio Indrio in Taken 3 - L'ora della verità, Barry
- Lucio Saccone in Nato il quattro luglio
- Roberto Stocchi in Face/Off - Due facce di un assassino
- Silvio Anselmo in Law & Order - I due volti della giustizia
- Mauro Gravina in Welcome to Collinwood
- Vittorio Stagni in Running
- Claudio Fattoretto in Io vi troverò
- Antonio Sanna in The Master
- Ambrogio Colombo in The Mentalist (ep. 2x09)
- Mauro Magliozzi in Mad Men
- Carlo Valli in CSI: Miami
- Stefano Mondini in Fear the Walking Dead
- Donato Sbodio in Scandal
- Riccardo Polizzy Carbonelli in Ordinary Joe